# Place de Clichy (Métro Paris)

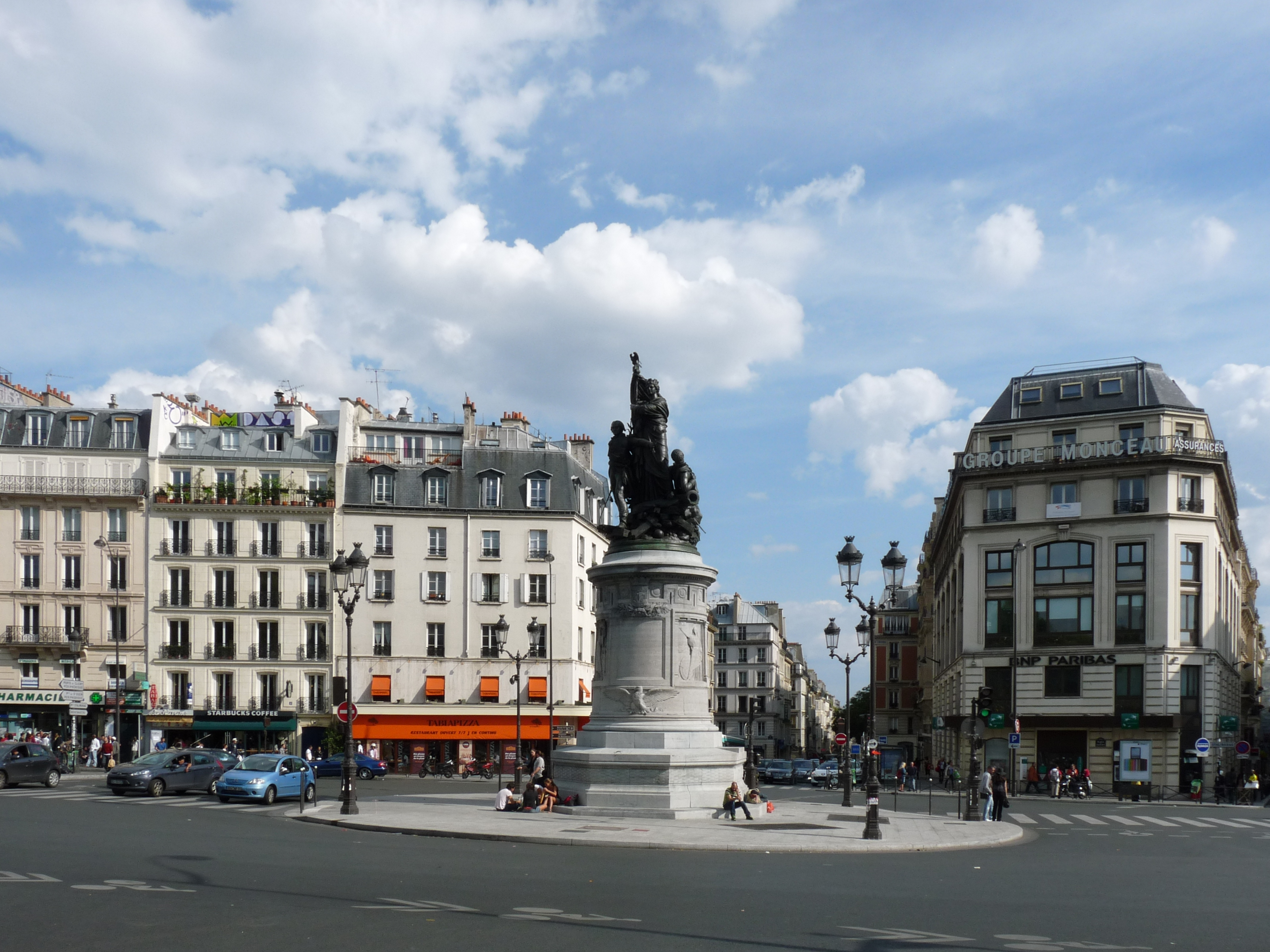
Place de Clichy

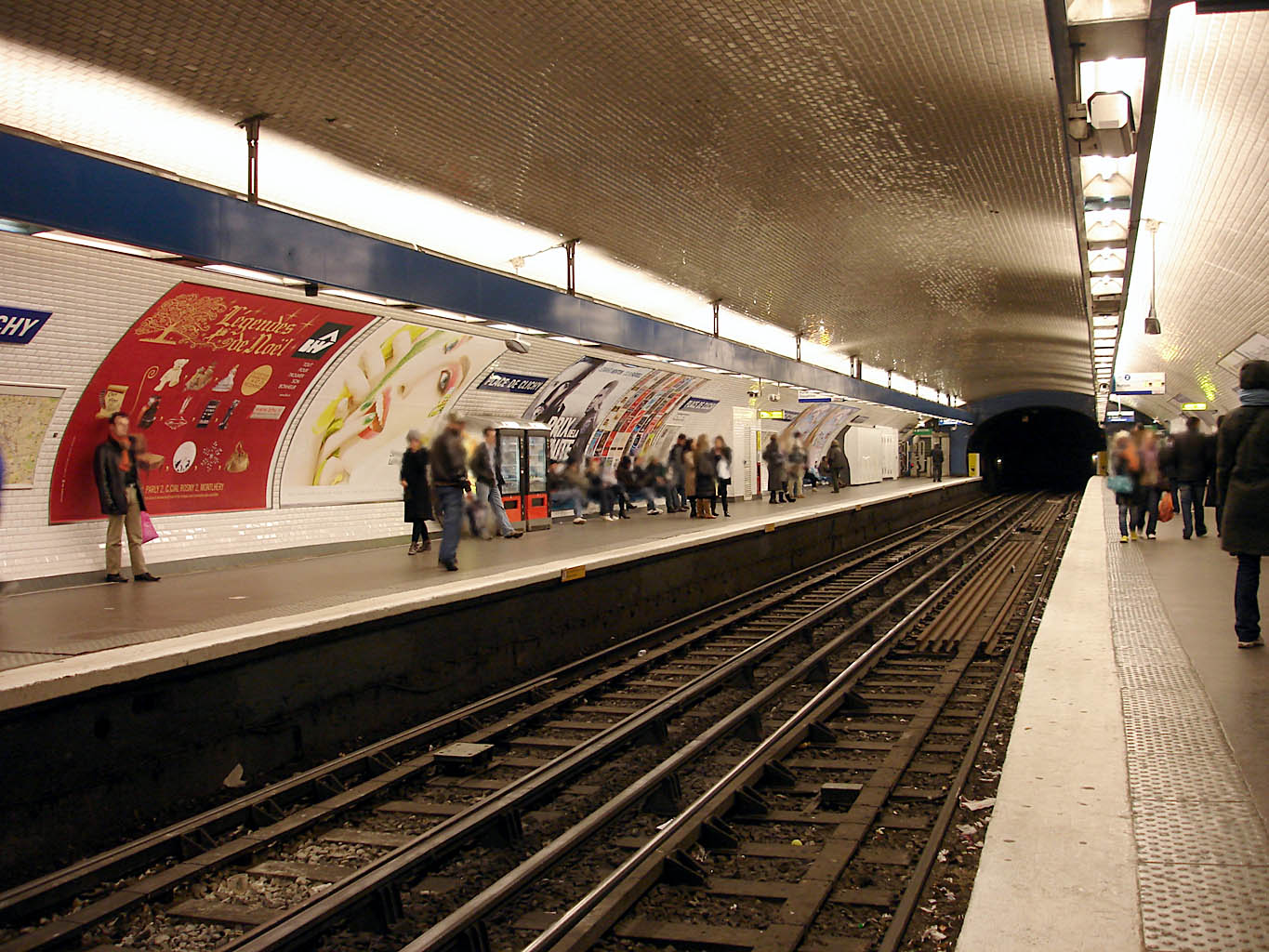
Station der Linie 2

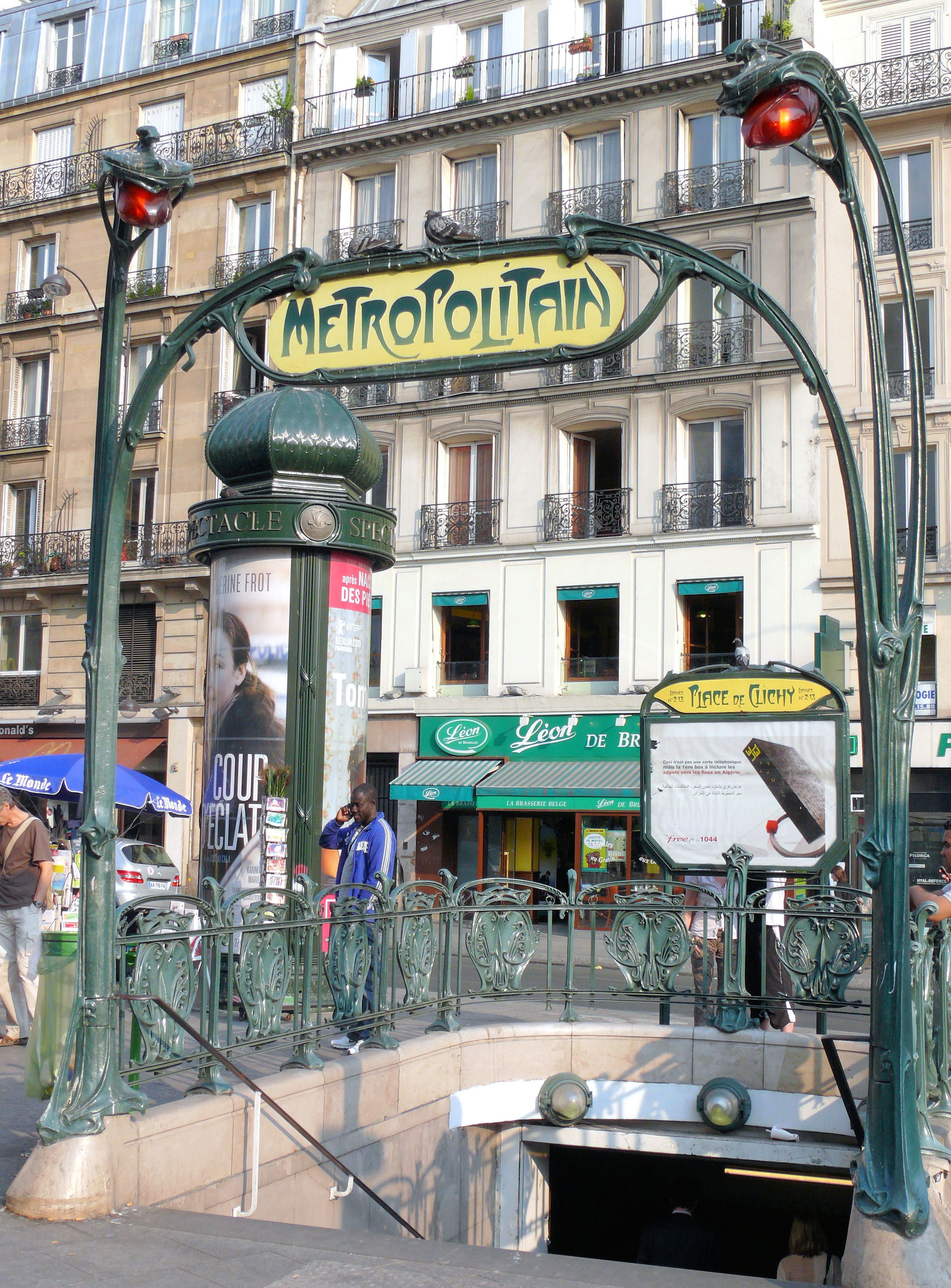
Von Hector Guimard gestalteter Zugang im Stil des Art nouveau

Der U-Bahnhof Place de Clichy [plas də kliʃi] ist ein unterirdischer Umsteigebahnhof der Pariser Métro. Er wird von den Linien 2 und 13 bedient.

## Lage
Der Bahnhof befindet sich am Grenzpunkt der 8., 9., 17. und 18. Arrondissements von Paris. Die Station der Linie 2 liegt längs unter dem Boulevard de Clichy zwischen der Place de Clichy und der Rue Coulaincourt, die der Linie 13 längs unter der Avenue de Clichy nördlich der Place de Clichy.

## Name
Die Station ist nach der Place de Clichy benannt, wo die Straße in den Vorort Clichy begann. Dort befand sich in der Stadtmauer Mur des Fermiers généraux das Tor Barrière de Clichy. Der Name Clichy leitet sich vermutlich von einem ehemaligen Grundbesitzer namens Cleppuis her.

## Geschichte
Am 26. Oktober 1902 wurde die erste Station in Betrieb genommen, knapp drei Wochen nachdem die Compagnie du chemin de fer métropolitain de Paris (CMP) die erste Verlängerung ihrer Linie 2 Nord von Étoile (seit 1970: Charles de Gaulle – Étoile) nach Anvers eröffnet hatte. Der Zusatz „Nord“ entfiel am 14. Oktober 1907, die Linie trägt seitdem nur noch die Nummer 2.
Die Station der Linie 13 wurde von der konkurrierenden Gesellschaft Société du chemin de fer électrique souterrain Nord-Sud de Paris (Nord-Sud) gebaut und am 26. Februar 1911 eröffnet. Als Linie B ging damals deren erster, 2900 m langer Abschnitt von Saint-Lazare bis Porte de Saint-Ouen in Betrieb.

## Beschreibung
Die unter einem elliptischen Gewölbe liegende Station der Linie 2 liegt in geringer Tiefe unter dem Straßenniveau. Sie ist 75 m lang und hat Seitenbahnsteige an zwei parallelen Streckengleisen. Die Decke und die Wände sind weiß gefliest, die Seitenwände folgen der Krümmung der Ellipse.
Im Gegensatz zur Station der Linie 2 (CMP) wurde die der Linie 13 (Nord-Sud) optisch aufwendiger gestaltet. Wegen der bei der Nord-Sud installierten Oberleitung ist sie geringfügig höher, die Seitenwände verlaufen im unteren Bereich geradlinig vertikal. In den 1960er Jahren erhielt sie eine Verkleidung aus Blech, mittlerweile wurde sie aber im ursprünglichen Stil der Nord-Sud mit Keramikfliesen weitgehend originalgetreu wiederhergerichtet.
Ein von Hector Guimard im Stil des Art nouveau gestalteter Zugang an der Place de Clichy ist weitgehend im Original erhalten. Er steht seit 1978 unter Denkmalschutz. Ein weiterer Guimard-Zugang befindet sich im Mittelstreifen des Boulevard de Clichy am nördlichen Ende der Station der Linie 2. Der von Adolphe Dervaux entworfene Zugang zur Station der Nord-Sud an der Place de Clichy ist ebenfalls erhalten. Der Schriftzug NORD-SUD wurde Anfang der 1930er Jahre durch METROPOLITAIN ersetzt und später eine Rolltreppe installiert.
Westlich ihrer Station wird die Linie 2 von der Linie 13 nahezu rechtwinklig unterquert. Eine Gleisverbindung zwischen den beiden Strecken existiert nicht.

## Fahrzeuge

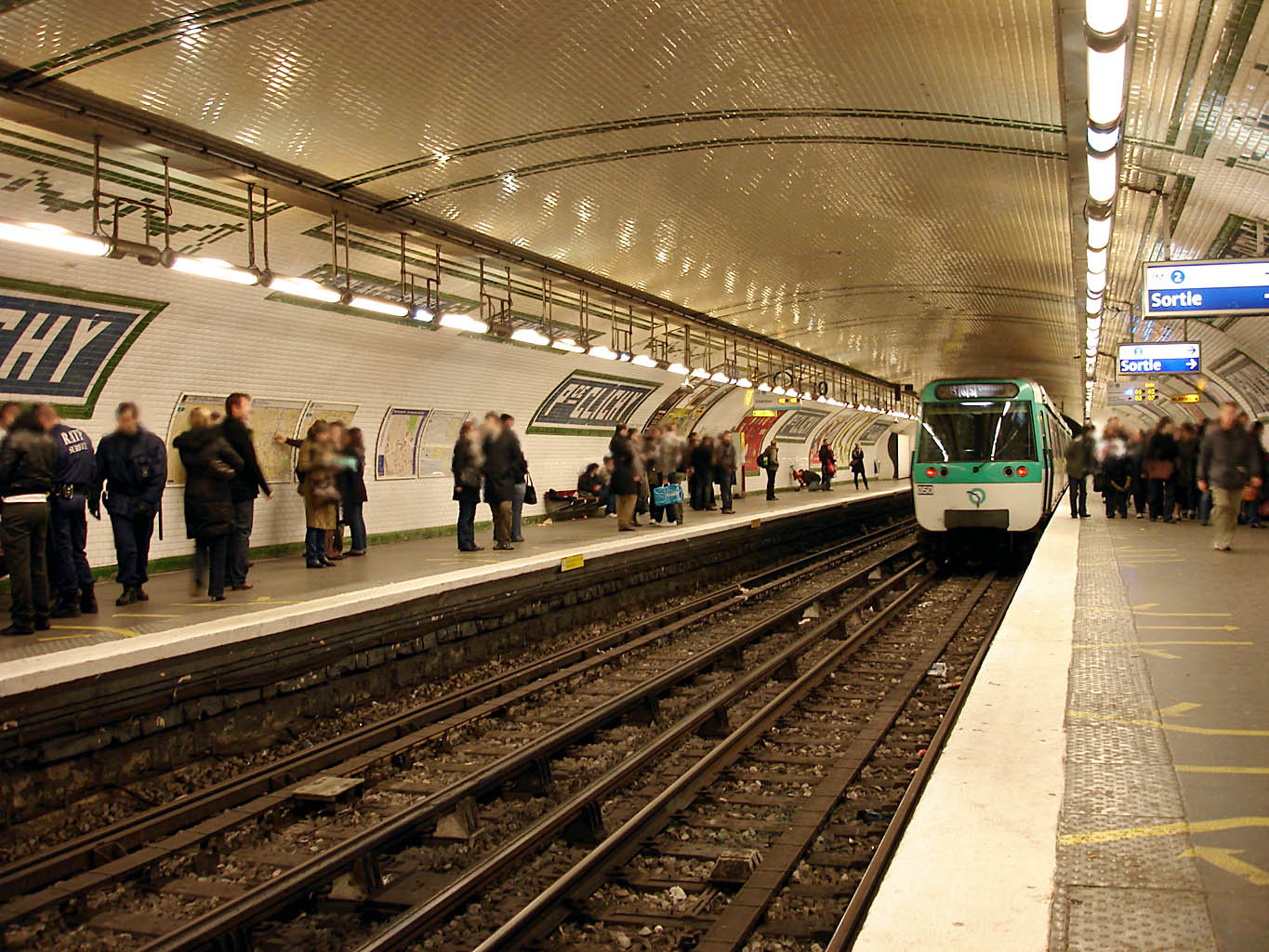
Station der Linie 13 mit ausfahrendem Zug der Baureihe MF 77

Zunächst hatten auf der Linie 2 Nord Züge verkehrt, die aus zweiachsigen Fahrzeugen gebildet wurden. Von 1914 bis 1981 wurde die Linie 2 von Zügen der Bauart Sprague-Thomson befahren. Da sie mittelfristig nicht auf gummibereifte Fahrzeuge umgestellt werden sollte, kam ab 1979 die Baureihe MF 67 auf die Strecke, die ihre Vorgänger innerhalb von zwei Jahren vollständig ablöste. Seit 2008 kommen Serienfahrzeuge der Baureihe MF 01, mittlerweile ausschließlich, in der Station der Linie 2 zum Einsatz.
Auf der Linie 13 liefen zunächst Fahrzeuge der Bauart Sprague-Thomson mit Modifikationen gemäß den Vorgaben der Betreibergesellschaft Nord-Sud. Ab Februar 1952 wurden sie durch die Baureihe MA ersetzt, jene ab 1975 wiederum durch die Baureihe MF 67. 1978 erhielt die Linie als erste im Netz die neuen Züge der Baureihe MF 77, die seitdem als einziger Fahrzeugtyp dort verkehrt.

## Sonstiges
Vorübergehend war erwogen worden, die Linie 14 über den Bahnhof Saint-Lazare hinaus zur Station Place de Clichy zu führen. Dieses Projekt wurde zugunsten einer geänderten Planung wieder aufgegeben.
Die Gänge des Umsteigebahnhofs werden mit klassischer Musik beschallt, was „nach deutschem Vorbild“ Diebe, Drogenabhängige und Graffitisprayer fernhalten soll.

## Umgebung

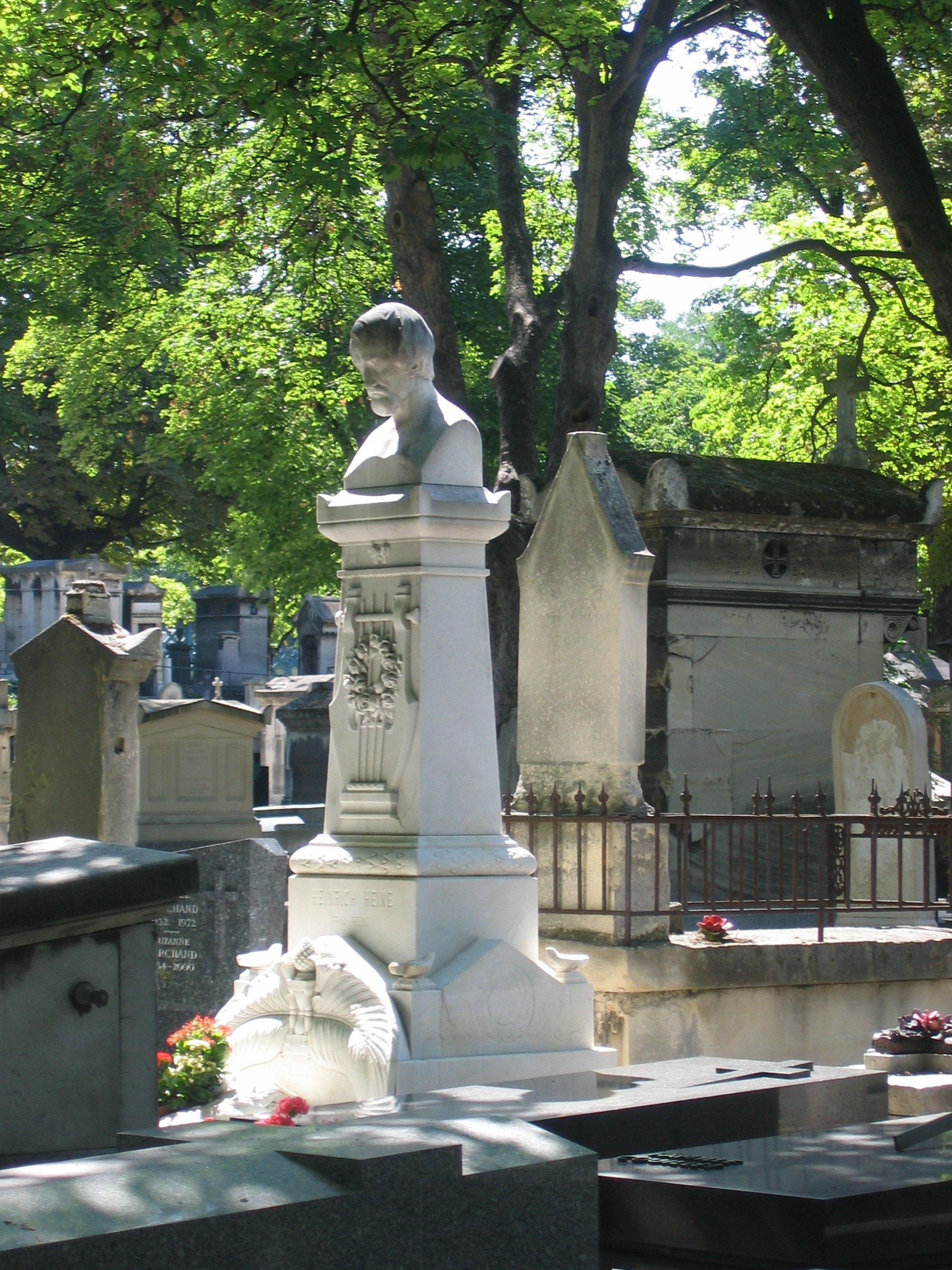
Grabmal von Heinrich Heine

Nahe dem nördlichen Ausgang liegt der Friedhof Cimetière de Montmartre, wo u. a. Hector Berlioz, Heinrich Heine und François Truffaut bestattet wurden.